# Schrankia unicolor
Schrankia unicolor là một loài bướm đêm trong họ Erebidae.